# Autostrada AP-8 (Spania)
Autostrada Cantabrică (spaniolă Autopista del Cantábrico) sau 'AP-8 este o autostradă cu taxă care se întinde de-a lungul coastei Țării Bascilor (Spania). Începe la joncțiunea cu autostrada franceză A63, la așa-numitul „Pod Internațional Biriatou” (frontiera cu Franța) din Behovia, cartier al orașului Irun (Guipúzcoa), și ajunge până la Bilbao (Vizcaya), unde se conectează cu AP-68. De acolo, este desemnată drept Autostrada Cantabrică sau A-8. Are o lungime de 116 km, dintre care 37 km sunt prevăzuți cu trei benzi pe sens pe tronsonul Bilbao - Durango, precum și pe segmentul San Sebastián (Arriceta) - Orio, iar tronsonul Durango - Eibar este în construcție cu trei benzi pe sens.
Anterior, autostrada era denumită A-8 pe tronsonul Behovia-Bilbao. Denumirea AP-8 în Țara Bascilor se aplică tronsonului dintre Behovia și Bilbao, care este administrat de cele două administrații provinciale (Administrația Provincială Guipúzcoa și Administrația Provincială Vizcaya).

## Istorie
Autostrada AP-8 (cu taxă) a fost construită în anii 1970 ca prima fază a Autovía del Cantábrico, după atribuirea contractului de concesiune administrativă în anul 1968. Această primă fază a fost destinată să răspundă nevoilor marilor orașe din nordul Spaniei.
Conservarea, exploatarea și întreținerea AP-8 sunt împărțite în două tronsoane, fiecare gestionat de câte o societate publică. În provincia Vizcaya, responsabilă este societatea publică Interbiak, iar în Guipúzcoa, administrarea este realizată de Bidegi, agenția pentru infrastructuri.
Deși ar trebui să fie identificată ca AP-8, autostrada păstrează denumirea A-8, deoarece aparține Guvernului Basc, prin intermediul administrațiilor provinciale, și nu a fost adaptată la schimbarea denumirilor pentru autostrăzi și drumuri expres din 2003. Doar în sectoarele unde au fost realizate îmbunătățiri infrastructurale, cum ar fi al doilea inel rutier din San Sebastián și Varianta Sud Metropolitană a Bilbao, s-a aplicat denumirea AP-8, în timp ce pe tronsoanele mai vechi a fost menținută denumirea A-8.
În plus, pe indicatoarele din al doilea inel rutier al San Sebastián se poate observa că AP-1 urmează traseul AP-8 de la granița cu Franța până la nodul 15A, unde se desprinde către Vitoria.
Autostrada are ca identificator european E-70 pe întreg traseul său, iar în sectoarele unde împărtășește traseul cu AP-1, sunt utilizate și identificatorii E-5 și E-80.
Tronsonul Yurreta - Abadiño este liber de taxă pentru deplasările interne, la fel ca și traseele cu origine din Bilbao și destinație Spitalul Galdácano - Vitoria (pe N-240).
În zona Bilbao, coexistă autostrada tradițională A-8, fără taxă, cu noua Variantă Sud Metropolitană a Bilbao, cu taxă, având denumirea E-70/AP-8.
După Bilbao, autostrada își schimbă denumirea în A-8 (fără taxă) și continuă spre Galicia, trecând prin Torrelavega, unde se intersectează cu Autovía Cantabria-Meseta (A-67), apoi prin Gijón și Avilés.
În centura rutieră a orașului Gijón, autostrada se conectează cu AS-I (Autovía Minera), care face legătura cu Langreo, Mieres și León. Tot în zona de ocolire a orașului Gijón, A-8 se intersectează cu AS-II (Autovía Industrial), un nou ax rutier care leagă Gijón de Oviedo.
La periferia orașului Gijón se află nodul rutier Serín, care asigură conexiunea cu A-66 în direcția Oviedo și León.
Autostrada A-8 se încheie la Baamonde, unde se unește cu A-6, ce leagă La Coruña de Lugo.

### Inaugurări
- Behovia - Ventas de Irún: 14 aprilie 1976 - Această inaugurare a permis conexiunea directă cu autostrada franceză A63 prin Podul Internațional Biriatou peste râul Bidasoa, unindu-se cu tronsonul inaugurat la 3 iulie 1976 (cu aproximativ trei zile înainte fusese pus în funcțiune) între această localitate și Ciboure.
- Ventas de Irún - San Sebastián (Est): 5 septembrie 1975
- Varianta San Sebastián (originală): 12 septembrie 1972
- Al doilea inel rutier al San Sebastián: 25 iunie 2010
- San Sebastián (Vest) - Zarauz: 24 iulie 1974
- Zarauz - Zumaya: 1 mai 1974
- Zumaya - Elgóibar: 10 decembrie 1973
- Elgóibar - Éibar: 23 iunie 1973
- Éibar - Durango: 14 septembrie 1972
- Durango - Amorebieta-Echano: 28 octombrie 1971
- Amorebieta-Echano - Basauri: 25 iunie 1971
- Varianta Sud Metropolitană a Bilbao: 10 septembrie 2011

## Traseu
|                       |                              |         |                                                          |                                                                  |                      |            |
| Viteză                | Schema                       | Ieșire  | Sens Galicia                                             | Sens Franța                                                      | Drum                 | Observații |
|                       |                              |         | Începutul Autostrăzii AP-8                               | Începutul Autostrăzii A63                                        |                      |            |
|                       |                              |         | Provincia Guipúzcoa (Comunitatea Autonomă a Țării Basce) | Departamentul Pyrénées-Atlantiques (Regiunea Nouvelle-Aquitaine) | A63 E05 E70 E80      |            |
|                       |                              | 0       | Irún (Behovia) Aeroport Terminal de transport            | Irún                                                             | RN-121a              |            |
| Pamplona              | Pamplona                     | 0       | RN-121a                                                  |                                                                  |                      |            |
| San Sebastián         |                              | 0       | RN-I                                                     |                                                                  |                      |            |
|                       |                              | 4       |                                                          | Irún                                                             |                      |            |
|                       |                              | 7       | Irún Fuenterrabía Aeroport                               | Irún centru comercial Fuenterrabía Aeroport                      | GI-636               |            |
|                       |                              |         | Punctul de taxare Irún                                   |                                                                  |                      |            |
|                       |                              |         | Zona de servicii Oyarzun                                 |                                                                  |                      |            |
|                       |                              | 11      | Oyarzun Rentería Este                                    |                                                                  | GI-2132 GI-636       |            |
|                       |                              | 12      | Rentería (Beraun) Pasajes San Sebastián                  | Rentería (Beraun) Pasajes                                        | GI-20 GI-636         |            |
|                       | Rentería Oyarzun             | 12      | GI-2132 GI-2134                                          |                                                                  |                      |            |
|                       |                              |         | Tunel Aginaztegi 521 m                                   |                                                                  |                      |            |
|                       |                              |         | Tunel Txoritokieta 174 m                                 |                                                                  |                      |            |
|                       |                              |         | Tunel Menditxo 425 m                                     |                                                                  |                      |            |
|                       |                              | 19      | Hernani Pamplona San Sebastián Irunlarrea Astigarraga    | Hernani San Sebastián Irunlarrea Astigarraga                     | A-15 GI-41 GI-131    |            |
|                       |                              |         | Tunel Arizmendi 161 m                                    |                                                                  |                      |            |
|                       |                              |         | Zona de servicii Hernani                                 |                                                                  |                      |            |
|                       |                              |         | Tunel Galarreta 80 m                                     |                                                                  |                      |            |
|                       |                              | 24      | Lasarte-Oria Tolosa Andoáin Pamplona                     |                                                                  | A-1 E5 A-15          |            |
|                       |                              |         | Tunel Aritzeta 264 m                                     |                                                                  |                      |            |
|                       |                              | 27      |                                                          | San Sebastián                                                    | GI-20                |            |
| Lasarte-Oria Pamplona | GI-11 A-15                   | 27      |                                                          |                                                                  |                      |            |
|                       |                              | 33      | Orio Aya                                                 |                                                                  | N-634                |            |
|                       |                              | 38      | Zarauz Getaria                                           | Zarauz Getaria                                                   | N-634                |            |
|                       |                              |         | Punctul de taxare Zarauz                                 |                                                                  |                      |            |
|                       |                              |         | Tunel Meaga 465 m                                        |                                                                  |                      |            |
|                       |                              | 48      | Cestona Zumaya Azpeitia                                  | Cestona Zumaya Azpeitia                                          | N-634                |            |
|                       |                              | 54      | Itziar Deba                                              | Itziar Deba                                                      | GI-3295 N-634 N-634d |            |
|                       |                              |         | Zona de servicii Itziar                                  |                                                                  |                      |            |
|                       |                              |         | Tunel Itziar 490 m                                       |                                                                  |                      |            |
|                       |                              |         | Tunel Istiña 196 m                                       |                                                                  |                      |            |
|                       |                              | 64      | Elgoibar Mendaro                                         | Elgoibar Mendaro                                                 | N-634                |            |
| Azkoitia              | Azkoitia                     | 64      | GI-2634                                                  |                                                                  |                      |            |
|                       |                              | 69      | Bergara Vitoria Burgos Madrid Algeciras                  | Vergara Mondragón Vitoria                                        | E80 E5 AP-1          |            |
|                       |                              | 71      | Éibar Este Placencia de las Armas                        | Éibar Placencia de las Armas                                     | N-634 GI-627         |            |
|                       |                              |         | Provincia Vizcaya (Comunitatea Autonomă a Țării Basce)   | Provincia Guipúzcoa (Comunitatea Autonomă a Țării Basce)         |                      |            |
|                       |                              | 77      | Éibar Vest Ermua                                         | Éibar Vest Ermua                                                 | N-634                |            |
|                       |                              |         | Tunel Zaldibar 599 m                                     |                                                                  |                      |            |
|                       |                              | 84      | Elorrio Abadiño Berriz Marquina-Jemein                   | Elorrio Abadiño Berriz Marquina-Jemein                           | N-636 N-634 BI-633   |            |
|                       |                              | 88      | Yurreta Durango Vitoria                                  | Yurreta Durango Vitoria                                          | N-634 BI-623         |            |
|                       |                              | 97      | Amorebieta                                               |                                                                  | N-634                |            |
| Guernica              | BI-635                       | 97      |                                                          |                                                                  |                      |            |
|                       |                              | 100     | Amorebieta-Echano Guernica y Luno                        |                                                                  | N-634 BI-635         |            |
|                       |                              |         | Zona de servicii Amorebieta                              |                                                                  |                      |            |
|                       |                              | 100     |                                                          | Amorebieta-Echano Guernica y Luno                                | N-634 BI-635         |            |
|                       |                              | 103     | Aeroport Bilbao Baracaldo Guecho                         |                                                                  | N-637                |            |
|                       |                              | 104     |                                                          | Aeroport Bilbao Túnel de Artxanda Santander                      | N-637                |            |
|                       |                              | 105     | Galdácano Vitoria                                        | Galdácano Vitoria                                                | N-240                |            |
| Galdácano             | Galdácano                    | 105     | N-634                                                    |                                                                  |                      |            |
|                       |                              | 107     |                                                          | Galdácano                                                        |                      |            |
|                       |                              | 109     | Bilbao (Begoña)                                          |                                                                  | N-634                |            |
|                       |                              | 110/111 | Basauri                                                  | Basauri centru comercial                                         | BI-625               |            |
| Vitoria Burgos        | Vitoria San Sebastián Burgos | 110/111 | N-240 N-634 AP-68 BI-625                                 |                                                                  |                      |            |
|                       |                              |         | Tunel Malmasin 1330 m                                    |                                                                  |                      |            |
|                       |                              |         |                                                          | Vitoria Burgos                                                   | AP-68 E-804          |            |
|                       |                              |         | Începutul autostrăzii expres a Cantabriei                | Începutul autostrăzii Cantabriei                                 | A-8 E-70             |            |